# Faye Montana
Faye Montana (* 6. September 2003) ist eine deutsche Jungschauspielerin, Webvideoproduzentin und Sängerin.

## Leben
Faye Montanas Eltern sind die Schauspielerin Anne-Sophie Briest und der Rapper Markus Oergel alias Big Sal, Gründungsmitglied der Hip-Hop-Gruppe Harleckinz. Montana betreibt einen YouTube-Kanal mit mehr als 324.000 Abonnenten.
Am 7. April 2017 veröffentlichte Faye ihre erste Single namens Numbers. Kurz darauf, am 21. April, erschien der Titel auf dem YouTube-Kanal Digster Pop. Das Lied erreichte bis Juni 2021 bei YouTube über 6 Millionen Aufrufe.
Im Juli 2017 erschien im mvg Verlag der Schülerkalender 2017/2018 von Faye Montana.
2020 veröffentlichte sie ihren Musikpodcast „It’s out“.

## Filmografie
- 2009: Zweiohrküken
- 2010: Inga Lindström – Prinzessin des Herzens
- 2013: Polizeiruf 110 – Fischerkrieg
- 2016: Kreuzfahrt ins Glück – Hochzeitsreise an die Loire
- 2016: Brief an mein Leben
- 2017: Hanni & Nanni – Mehr als beste Freunde

## Diskografie, Songs
- 2017: Numbers (Musikvideo)
- 2018: Trolls: Die Party geht weiter! „Der beste Tag“
- 2018: Red Cover (Musikvideo)
- 2018: Wie ich bin (für den Film Liliane Susewind)
- 2019: Sue me (Cover)
- 2019: neue Version des deutschen Titelliedes von Miraculous – Geschichten von Ladybug und Cat Noir[1][2]
- 2020: Heather Cover (Musikvideo)
- 2020: Someday at Christmas
- 2021: Rock Me Down (Musikvideo)
- 2022: what if we?
- 2023: die before me

## Moderation
- 2015–2016: Das Spiel beginnt[3][4]

## Publikationen
- mit Emma Schweiger: Die Freundinnen-Challenge, Edel:Kids Buch 2019 ISBN 978-3961290949